# El bufón el Primo
El bufón el Primo, o El bufón don Sebastián de Morra, es una pintura al óleo de Velázquez conservada en el Museo del Prado (Madrid, España), desde su apertura en 1819. Pertenece al grupo de retratos de bufones y «hombres de placer» de la corte, pintados por Velázquez para decorar estancias secundarias y de paso en los palacios reales, en los que, dado su carácter informal, el pintor pudo ensayar nuevos recursos expresivos con mayor libertad que en los retratos oficiales de la familia real, con su carga representativa.

## Historia
El cuadro aparece citado por primera vez en el inventario del antiguo alcázar de Madrid de 1666, en cuya redacción intervino Juan Bautista Martínez del Mazo, yerno de Velázquez, donde se localiza en la escalera de la Galería del Cierzo: «Otra pintura de bara y mª de alto casi en quadro [aproximadamente 125 x 125 cm] del enano morra de mano de diego belazquez», tasado en cien ducados. Con él se encontraba otro retrato de iguales características del bufón llamado El Primo, tasado en ciento cincuenta ducados y probablemente el pintado durante la «jornada de Aragón» de 1644 en la localidad oscense de Fraga, desde donde se envió a Madrid el 1 de junio ya acabado.
Solo uno de estos retratos se libró del incendio de 1734, pues en el inventario de las pinturas que se habían podido salvar de él figuraba únicamente un «Retrato de un enano orgl de Diego Velázquez» —y entre líneas: «cuerpo entero»— con unas medidas aproximadas a 103 x 63 cm en marco dorado y tallado. Los estudios técnicos realizados en el Museo del Prado demuestran que el cuadro estuvo, en efecto, sometido durante algún tiempo a un marco ovalado de esas características; a consecuencia de ello fue cortado y luego recrecido en tres de sus lados, operaciones en las que sufrió otros daños y pérdidas de pintura.
Posiblemente pueda identificarse con el «retrato de un enano de cuerpo entero» que en un memorial de 1747 se recogía entre las obras traspasadas al Palacio del Buen Retiro, pero en 1772 se encontraba en el Palacio Real Nuevo, donde seis años después lo copió Goya en un grabado al aguafuerte con la inscripción: «Sacada y gravada del Quadro original de D. Diego Velazquez en que representa al vivo un/Enano del S. Phelipe IV. por D. Francisco Goya Pintor. Existe en el R. Palacio de Madrid/Aňo de 1778». En 1819 ingresó en el Museo del Prado, donde en 1834 aún figuraba sencillamente como «Enano sentado en el suelo». Fue Pedro de Madrazo quien en 1872, en su catálogo extenso de las pinturas conservadas en el museo, lo llamó —con un signo de interrogación— «Retrato de un enano del Rey Felipe IV: D. Sebastián de Morra», que describía:

... sentado en el suelo, de frente, con las piernas enteramente extendidas y los puños juntos a las ingles, vestido con coleto y calzón verde y gabancillo carminoso galoneado de oro.— Figura de tamaño natural. Del segundo estilo del autor.

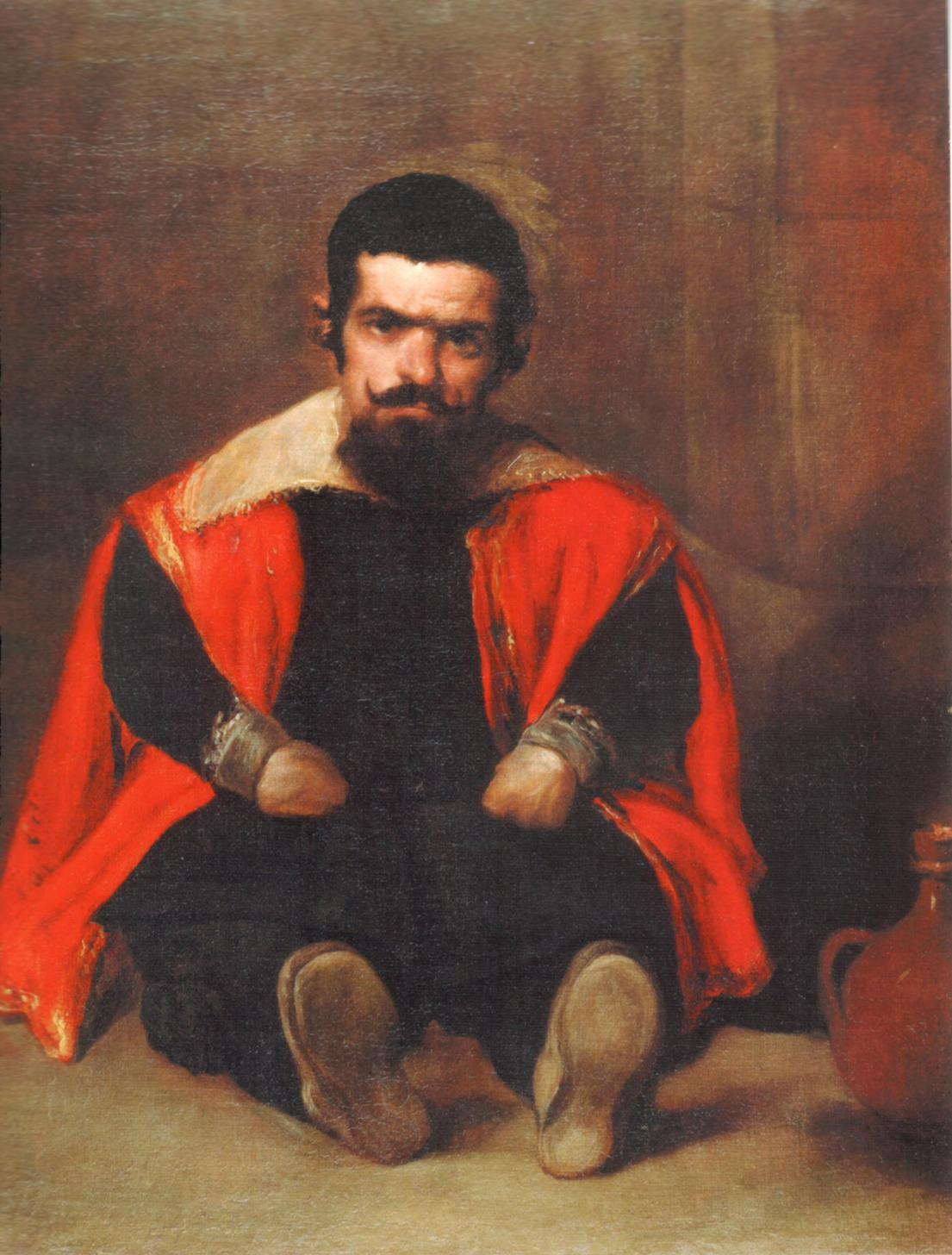
Velázquez (atribuido), Retrato de un enano sentado en el suelo (¿Don Sebastián de Morra?), hacia 1645, Suiza, colección particular.

La identificación propuesta por Pedro de Madrazo, presumiendo que el retrato salvado del incendio fue el de Sebastián de Morra y no el de El Primo, aunque los inventarios inmediatos nada dijesen de ello, ha sido generalmente aceptada al reconocerse al Primo en un segundo retrato del Museo del Prado procedente de la Torre de la Parada. Tal identificación, sin embargo, ha sido puesta en duda por José López-Rey a la vista de la existencia de una copia o réplica que perteneció a la colección del marqués del Carpio, donde según el inventario de los bienes dejados a su muerte, firmado en 1689 por Claudio Coello y José Jiménez Donoso, se tenía por retrato de Plinio, entendiendo esa identificación como un error de transcripción donde debía decir Primo, especificando que se hallaba 

Senttado en el Suelo Con Una valona Caida Vesttido de negro Con Una gabardina Colorada Guarnezida de passamanos de oro y solo se ben Las Suelas de los zapattos Con Un jaro a Un lado original de Diego Velázquez.

 La posibilidad de un error en este inventario, hecho con cierta distancia de años, con todo, no puede descartarse, y la identificación del Primo con el personaje retratado en el óleo procedente de la Torre de la Parada, acompañado de algunos libros y un tintero, parece bien fundada, tratándose, más que de un bufón, de un miembro de la burocracia palatina con funciones de secretario.
Sebastián de Morra sirvió como enano de corte en Flandes al cardenal-infante don Fernando hasta su muerte; en 1643 llegó a Madrid, donde Felipe IV ordenó que se le conservasen los emolumentos y raciones que allí tenía, colocándolo al servicio del príncipe Baltasar Carlos; en tal función puede ser el enano que lo acompaña en La lección de equitación del príncipe Baltasar Carlos de la colección del duque de Westminster. Consta que tenía un criado a su servicio, pues el mismo año de su llegada a Madrid se acordó hacerle merced de una segunda ración para su criado. Debió de hacerse querer por el príncipe, quien tuvo un recuerdo para él en su testamento, legándole a su muerte en 1646 un espadín de hierro plateado con dos veneras y tahalí bordado, una espada y daga de hierro plateado y un cuchillo. Murió en Madrid en 1649. Las fechas para la pintura del retrato han de quedar, por tanto, comprendidas entre estas, lo que no contradice la técnica suelta de su pincelada.

## Técnica
El retrato fue pintado por Velázquez directamente, sin dibujo previo y sin cambios significativos en su composición. La tela empleada y la técnica de preparación del lienzo son distintas de las que se encuentran en las restantes obras de estos años, pues podría tratarse de un «cuadro de experimentación en cuanto a la preparación», aunque las posibilidades de establecer comparaciones son limitadas, pues son pocos los cuadros pintados en torno a 1645 que se conservan en el Museo del Prado.
El lienzo presenta unas bandas de tela añadidas de igual urdimbre y preparación, reutilizadas de una pintura anterior en la que se aprecia un paisaje con la sierra de Guadarrama; sin embargo, ese paisaje nunca formó parte del retrato, concebido desde el primer momento en un interior y recortado sobre un fondo neutro. El fondo marrón grisáceo, trabajado con los pigmentos muy diluidos, enfatiza la luz creando un halo luminoso en torno a la figura. Tanto el rostro como las manos fueron pintados de forma rápida y somera, creando la impresión de cierto desdibujamiento. El vestido es verde con mezcla de negro para oscurecer mangas y botonadura. Los realces decorativos de los encajes y bordadura de oro se pintaron sobre las capas previas de color con pocas y precisas pinceladas.

## Literatura
Sobre el Sebastián de Morra y, en general, sobre la interpretación de estos retratos de bufones han corrido, según Fernando Marías, «ríos de tinta». Hay quien ha querido ver en él la denuncia velazqueña del trato que la corte daba a estas personas, presentándolo como una marioneta, en tanto Velázquez mostraría en sus retratos llenos de dignidad una actitud compasiva y solidaria con sus carencias físicas o psíquicas, de las que según otros sería implacable testigo, diseccionando aquellas carencias con su agudo sentido de la realidad y su naturalismo directo. De este tipo de retratos, sin embargo, existe una larga tradición tanto en España como en Flandes o en Italia, en la que pueden encontrarse pintores como Antonio Moro o Alonso Sánchez Coello. Ubicados frecuentemente en lugares secundarios de los palacios, cabría sencillamente interpretarlos como retratos de personas cuya función era la de entretener o divertir, y por las que los miembros de la familia real llegaron a sentir afecto, perpetuando su función cómica desde la pintura y ofreciendo al mismo tiempo al pintor la posibilidad de experimentar con absoluta libertad.